# 南北埼広域農道
南北埼広域農道（なんぼくさいこういきのうどう）は、埼玉県白岡市と鴻巣市を結ぶ農道。

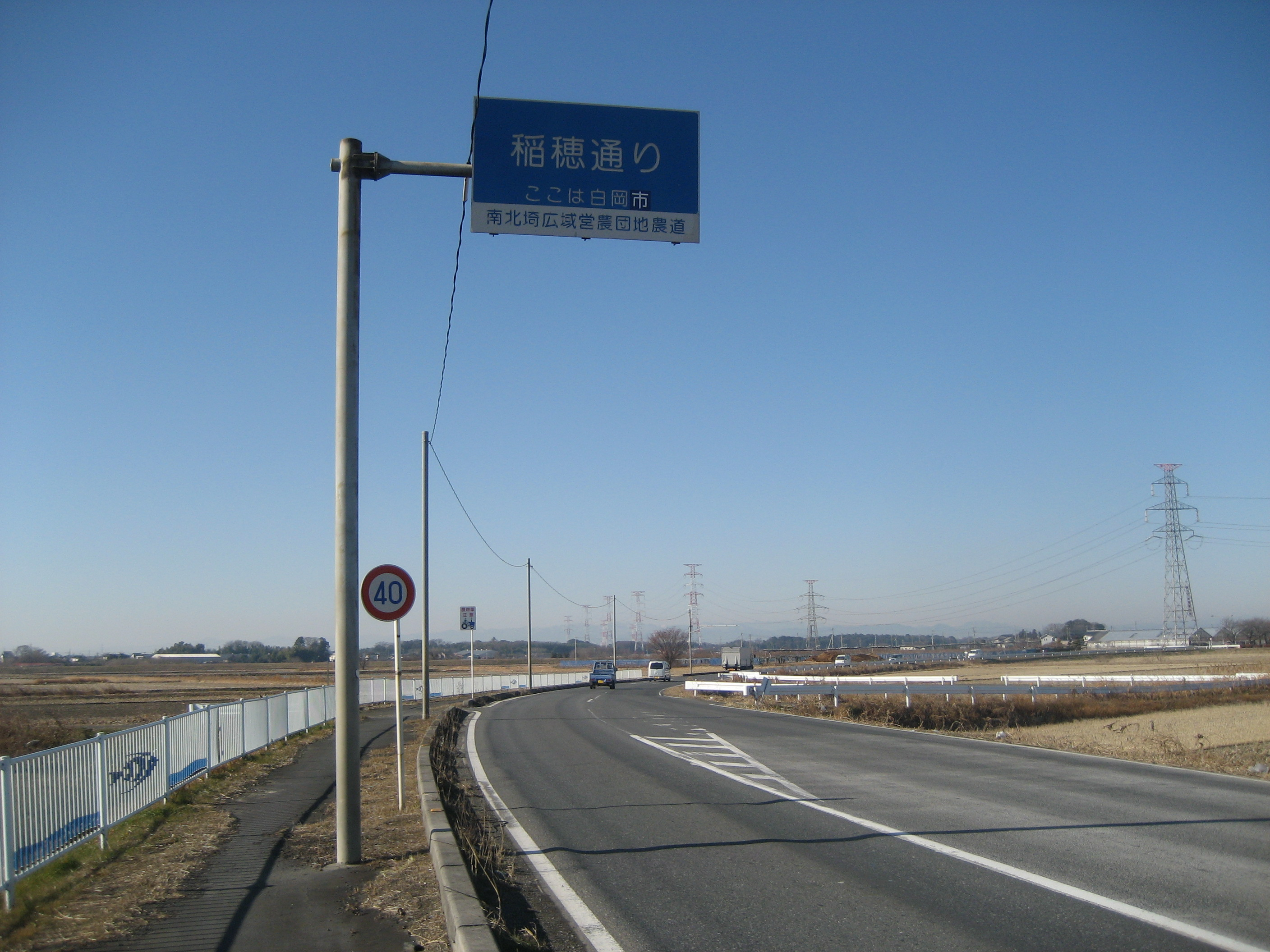
白岡市柴山沼交差点付近

## 概要
- 起点・終点の自治体
  - 埼玉県白岡市（起点）
  - 鴻巣市（終点）
- 通過する自治体
  - 白岡市 - 久喜市 - 加須市 - 鴻巣市
- 制限速度：全区間40km/h
- 総距離：14.4km
- 愛称として「稲穂通り」（いなほどおり）とも称される。[1]

## 主な交差する道路
| 交差する道路                | 交差点名         | 所在地 |
| --------------------------- | ---------------- | ------ |
| 埼玉県道3号さいたま栗橋線   | 白岡工業団地入口 | 白岡市 |
| 埼玉県道87号上尾久喜線      |                  | 久喜市 |
| 国道122号                   | 柴山沼           | 白岡市 |
| 埼玉県道5号さいたま菖蒲線   | 柴山橋           | 白岡市 |
| 首都圏中央連絡自動車道      | ※非接続          | 久喜市 |
| 埼玉県道12号川越栗橋線      | 弁天沼           | 久喜市 |
| 埼玉県道312号下石戸上菖蒲線 | 森下公民館前     | 久喜市 |
| 埼玉県道310号笠原菖蒲線     |                  | 久喜市 |
| 埼玉県道38号加須鴻巣線      |                  | 加須市 |
| 埼玉県道308号内田ヶ谷鴻巣線 |                  | 鴻巣市 |
| 埼玉県道313号北根菖蒲線     |                  | 鴻巣市 |

## 主な交差する河川
- 上田用水
- 隼人堀川（円明橋、大栄橋）
- 沼落
- 見沼代用水（柴山橋）
- 野通川（小塚橋、新谷橋）
- 栢間堀川
- 沼落悪水路
- 附廻堀悪水路（附廻橋）

## 沿道の主な名所・施設
白岡市
- 柴山沼
- 南彩農業協同組合　白岡直売所

久喜市
- 栢間排水機場
- 栢間沼
- 首都圏中央連絡自動車道　菖蒲パーキングエリア
- 弁天沼
- 南彩農業協同組合　菖蒲グリーンセンター
- 久喜市立菖蒲南中学校
- しみん農園菖蒲
- 久喜市森下浄水場
- 森下公民館
- 神明神社

加須市
- 種足城跡公園